# Oskar Kallis
Oskar Kallis (23 novembre 1892 à Kirikuküla, Tallinn - 1er janvier 1918 à Yalta) est un peintre estonien et l'un des représentants locaux du courant du nationalisme romantique.

## Quelques œuvres

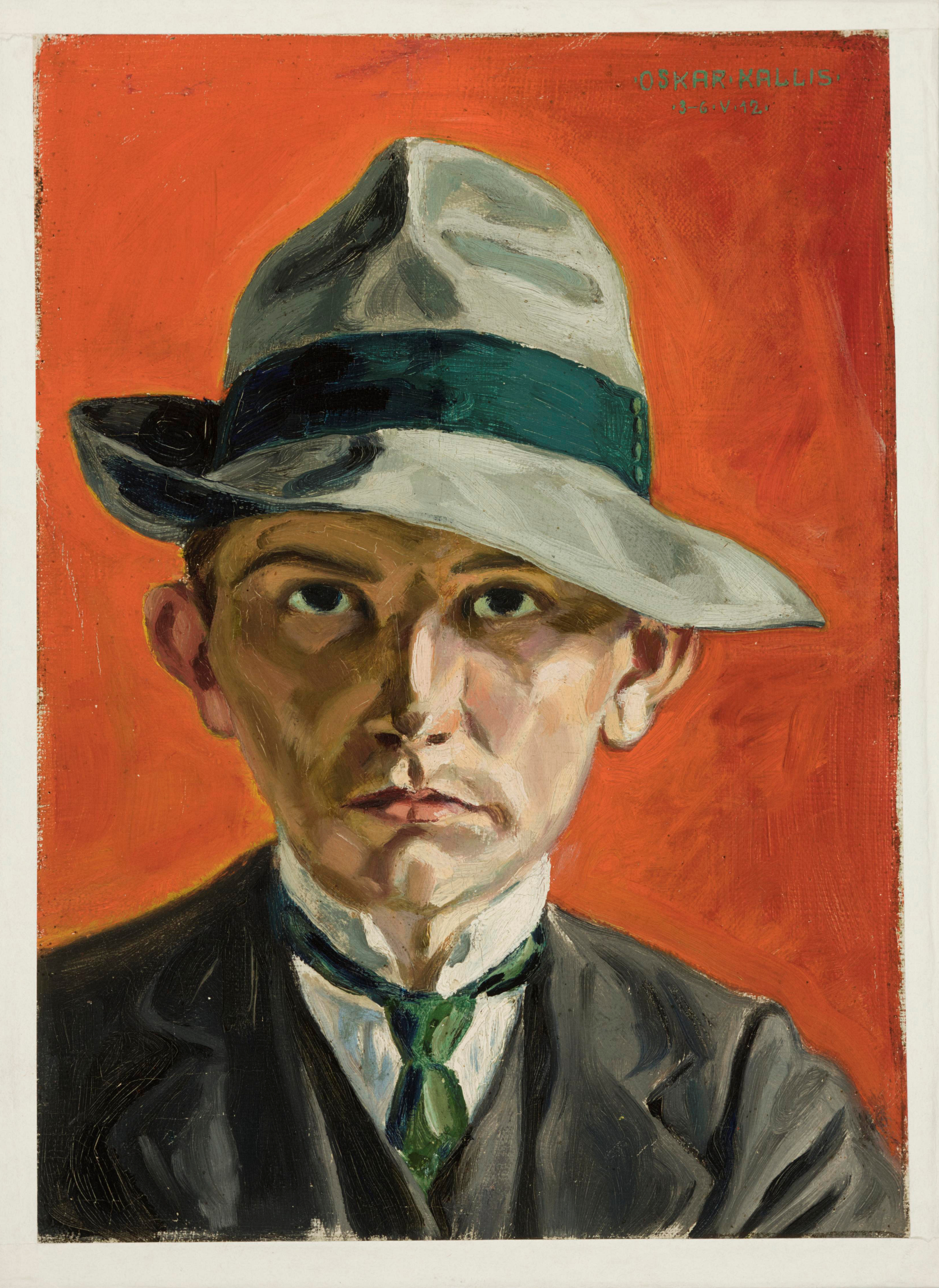
Autoportrait (1912)
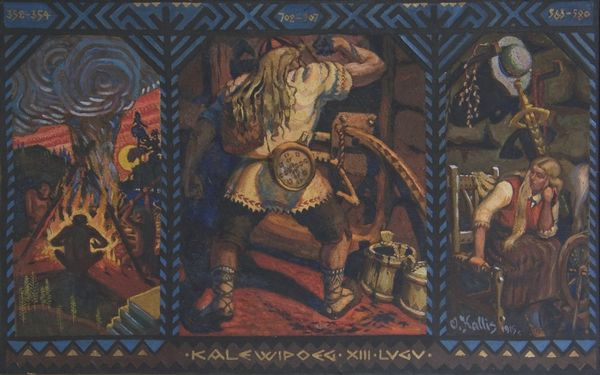
Le Fils de Kalev aux Enfers (1915)
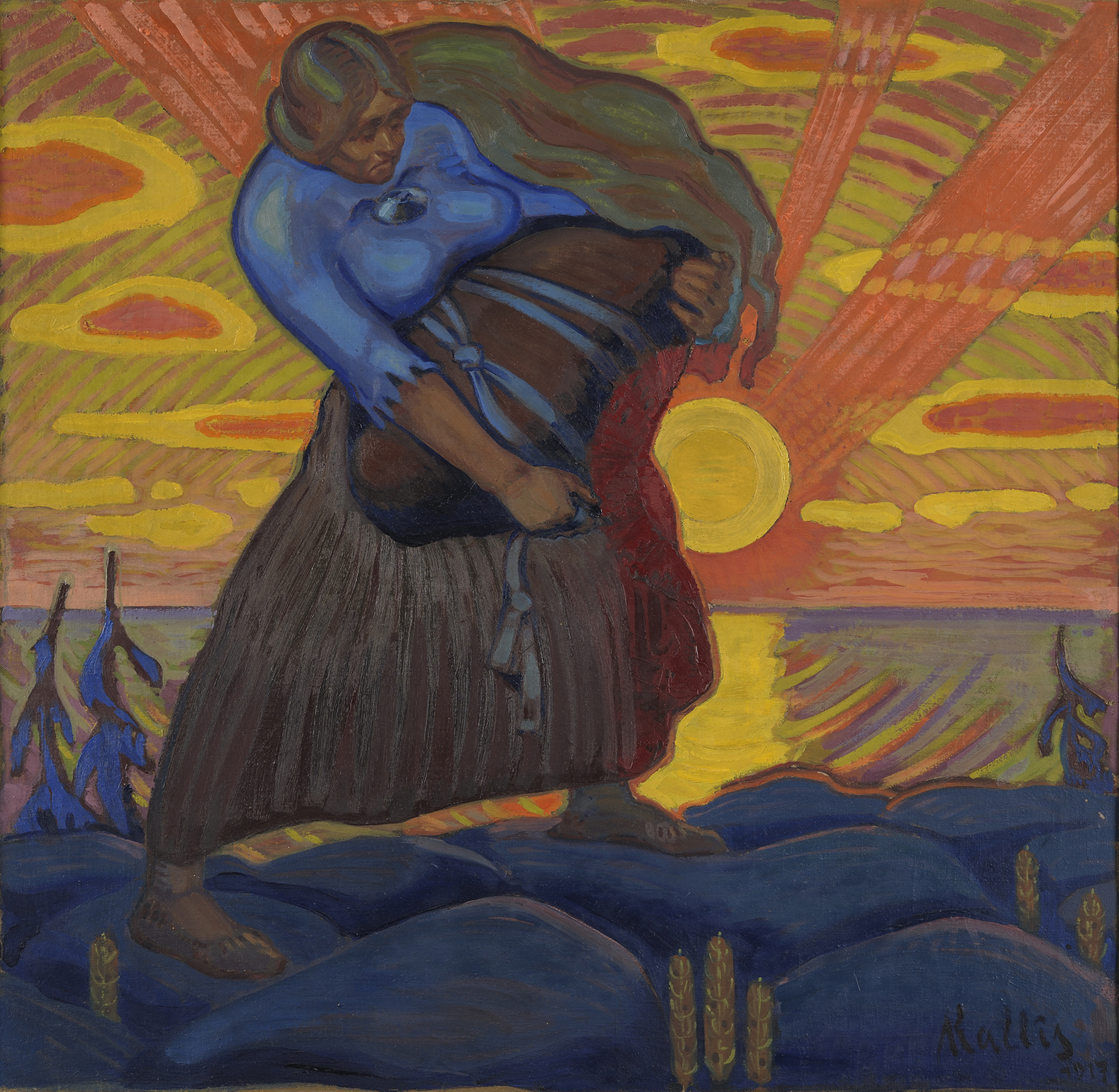
Linda portant un rocher (1917)